# Progreso y Libertad
Progreso y Libertad (en georgiano: პროგრესი და თავისუფლება) es un partido político en Georgia fundado por Kaja Okriashvili and Tsezar Chocheli en 2020.

## Historia
En las elecciones parlamentarias de 2020, el partido se presentó como parte de la coalición La fuerza está en la unidad, liberada por el Movimiento Nacional Unido. Tras las elecciones, Progreso y Libertad se sumó al boicot del Parlamento por supuestas irregularidades en las elecciones, que duró casi 5 meses. El 19 de abril de 2021, por mediación del presidente del Consejo Europeo, Charles Michel, se llegó a un acuerdo entre la oposición y Sueño Georgiano, como resultado del cual 12 diputados de la oposición, entre ellos 2 miembros de Progreso y Libertad, ingresaron al parlamento.
El partido se unió a una declaración de otros 14 partidos en el verano de 2021 para defender los derechos LGBT en Georgia en el período previo a la marcha del Orgullo en Tiflis.
Tras las protestas en Georgia de 2023 contra la ley de agentes extranjeros, la presidenta del país Salomé Zurabishvili promovió el Estatuto de Georgia, un plan para la próxima legislatura en con el objetivo de satisfacer las demandas de los manifestantes y acercar al país a la Unión Europea. Progreso y Libertad, junto con otros partidos de la oposición al gobierno de Sueño Georgiano se adhirieron al estatuto el 4 de junio de 2024.

## Resultados electorales
En las elecciones parlamentarias de 2020, el partido se presentó como parte de la coalición La fuerza está en la unidad, quedando en segundo lugar y con Progreso y Libertad obteniendo dos diputados.
| Elección | Votos   | %     | Representantes | +/–   | Posición | Coalición                   |
| -------- | ------- | ----- | -------------- | ----- | -------- | --------------------------- |
| 2020     | 523.127 | 27,18 | 2/150          | Nuevo | 2º       | La fuerza está en la unidad |

### Elecciones locales
El partido se presentó en pocos municipios, obteniendo un concejal en Dmanisi y otro en Tsalka.
| Election | Votes | %    | Seats  | +/–   |
| -------- | ----- | ---- | ------ | ----- |
| 2021     | 1.033 | 0,06 | 2/2068 | Nuevo |